# Big Sound Frontline Dubwize
Big Sound Frontline Dubwize – ósmy album studyjny Michaela Rose’a, jamajskiego wykonawcy muzyki reggae.
Płyta została wydana w roku 1996 przez amerykańską wytwórnię Heartbeat Records. Znalazły się na niej zdubowane wersje piosenek z poprzedniego albumu artysty, Be Yourself. Miksu utworów dokonali w Underground Studio w Kingston Rohan "Doc Holiday" Dwyer, Brad Young, Dow Brain oraz Chris Wilson. Produkcją całości zajął się sam wokalista.

## Lista utworów
1. "Bad Version"
2. "Big Sound Frontline"
3. "Greedy Dogs"
4. "Desperado"
5. "Breakout"
6. "Be Wise"
7. "Selassie Divinity"
8. "Hair Trigger"
9. "Legacy"
10. "A Fine Version"
11. "Live Upright"
12. "African Safety"
13. "Netty Feast"
14. "Bad Crazy Drops"